# Microdon barbouri
Microdon barbouri är en tvåvingeart som beskrevs av Hull 1942. Microdon barbouri ingår i släktet myrblomflugor, och familjen blomflugor. Inga underarter finns listade i Catalogue of Life.